# Université du Québec à Trois-Rivières

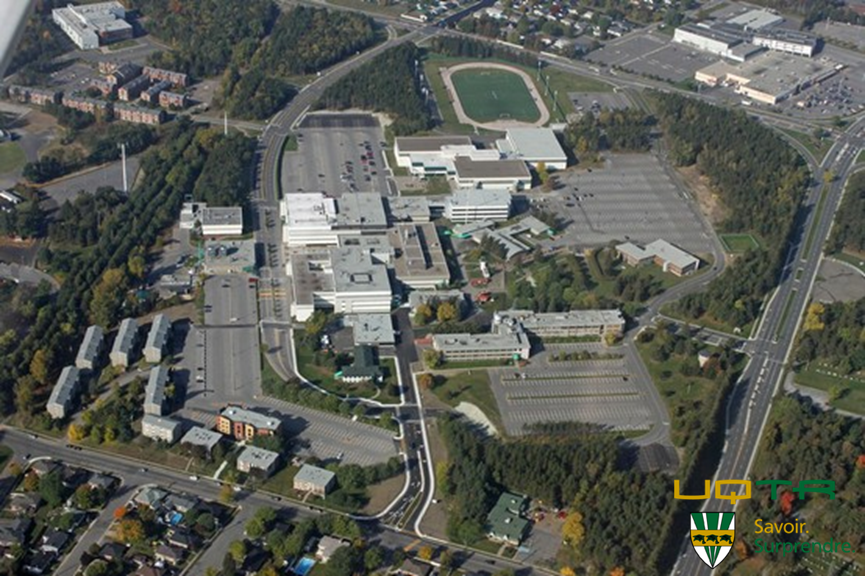
Luftbild des Campus der UQTR 2011

Die Université du Québec à Trois-Rivières (UQTR) ist eine französischsprachige staatliche Universität in Trois-Rivières,  Québec, Kanada.

## Geschichte
Die UQTR wurde 1969 aus dem Centre d'Études universitaires de Trois-Rivières und der École normale d'État Maurice Duplessis gegründet und gehört dem Verbund der Université du Québec an. 1983 wurde die Université du Québec en Abitibi-Témiscamingue organisatorisch abgespalten. 14.500 Studenten studieren heute an der UQTR mit Standorten auch in Victoriaville, Drummondville, Saint-Hyacinthe, Quebec, Sorel-Tracy und Joliette.